# Jupp Kuckartz
Joseph „Jupp“ Kuckartz (* 1. Februar 1912 in Aachen-Burtscheid; † 5. Januar 1985 ebenda) war ein deutscher Maler, Grafiker, Designer und Kunsterzieher. Er gehört zu den bekanntesten Künstlern im Aachener Raum und der Euregio Maas-Rhein. Er prägte über viele Jahre als Künstler, aber auch Gründer und Vorstand verschiedener grenzüberschreitender Verbände und Künstlergruppen die Kunstszene der Nachkriegsdeutschland maßgeblich mit.

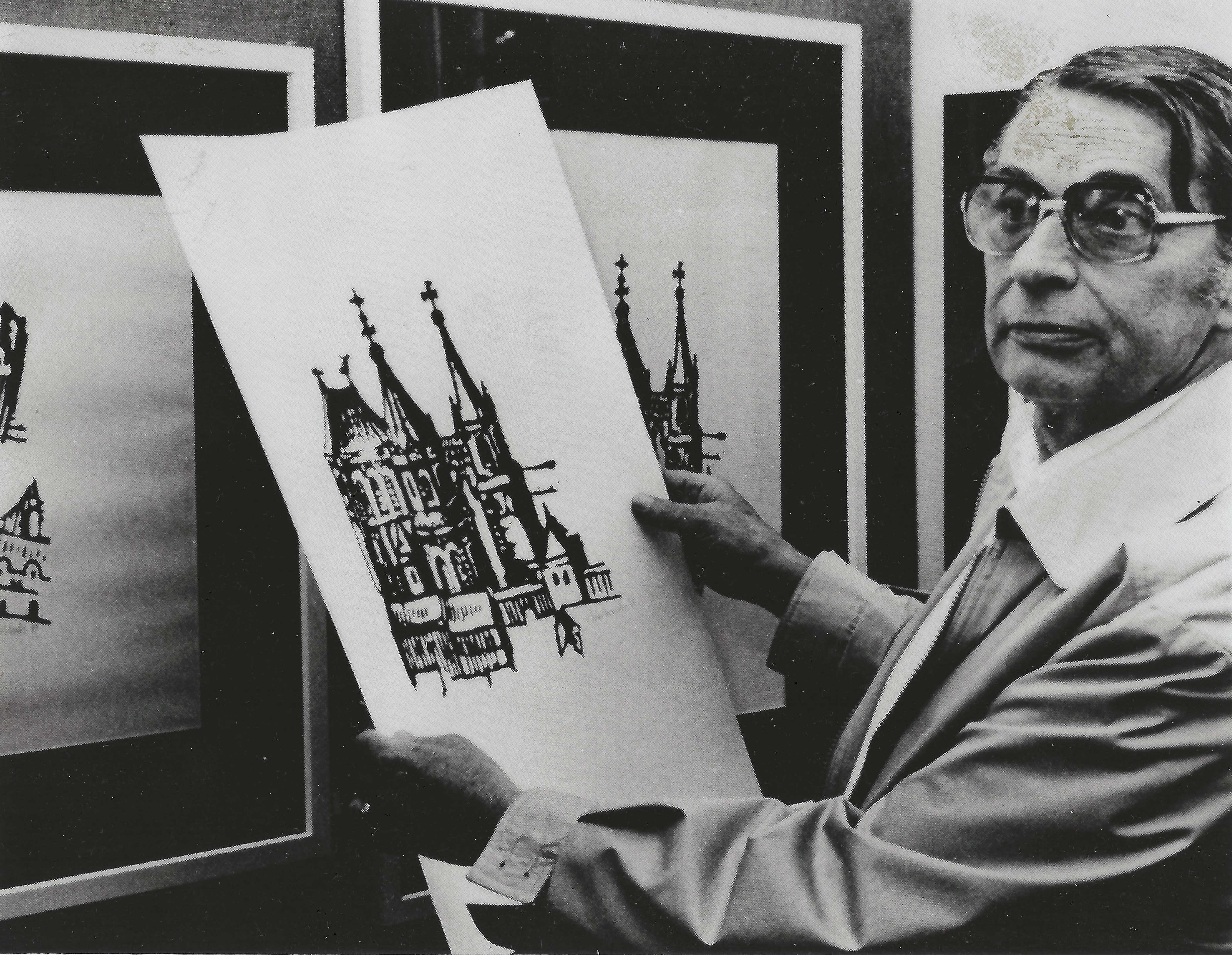
Jupp Kuckartz im Rahmen einer Ausstellung in den 1970er Jahren. Er hält eine seiner Lithografien des Aachener Doms in den Händen

## Leben und Wirken
Jupp Kuckartz wurde 1912 in Aachen-Burtscheid als erster Sohn von Ludwig und Theresia Kuckartz geboren. Er wuchs in Aachen zusammen mit seinen Brüdern Bernhard und Karl auf.
Früh entdeckte er seine künstlerische Ader und arbeitete in der Werbeabteilung eines Warenhauses. Im Anschluss begann er das Studium an der Aachener Werkkunstschule. Hierbei waren vor allem seine Lehrer Anton Wendling, Karl Josef Gollrad und Hans Anetsberger für ihn impulsgebend und fördernd.
Nach seinem Abschluss Ende der 1930er Jahre wurde er Miteigentümer der Agentur „Werbekunst“, wo er mit dem späteren Rektor der Kunsthochschule Berlin-Weißensee, Bert Heller, zusammenarbeitete. In dieser Zeit gestaltete Jupp Kuckartz über viele Jahre die großflächigen Kinoplakate für die Aachener Kinos und gelangte hierdurch in der Aachener Kulturlandschaft zu erster Aufmerksamkeit.
Von 1940 bis 1945 war er Soldat im Zweiten Weltkrieg und kehrte 1946 aus der Kriegsgefangenschaft zurück nach Aachen. Dort heiratete er im gleichen Jahr Maria Kuckartz, geborene Hoenen, mit der er bis zu ihrem Tod im Jahr 1978 verheiratet war.
Ab 1946 machte sich Kuckartz als Künstler in Aachen selbstständig und wurde bald als Maler, Graphiker und Designer bekannt. Dabei spielte er einerseits mit klassischen künstlerischen Zeichnungen, Lithografien und Linolschnitten; so zum Beispiel bei seinem Kreuzweg und Dornenkrone – Vierzehn Kreuzwegstationen, dessen Konzept in der Kriegsgefangenschaft entstand und 1946 umgesetzt wurde. Dieses aus vierzehn Zeichnungen bestehende Werk wurde im Suermondt-Ludwig-Museum ausgestellt.
Andererseits setzte er auch Akzente mit experimentellen Artworks und neuartigen Drucktechniken, wie beispielsweise bei der Werbekampagne für den Aachener Einzelhandelsverband im Jahr 1949, in der das von ihm gestaltete „E“ für Einzelhandel mit dem darunter stehenden Punkt ein Ausrufezeichen bildet und überregional für den wiedererstarkten Einzelhandel und den Einkauf in Aachen werben sollte. Zudem arbeitete er als Produktdesigner und Verpackungsdesigner, unter anderem für die Pharmaunternehmen Bayer und Grünenthal.

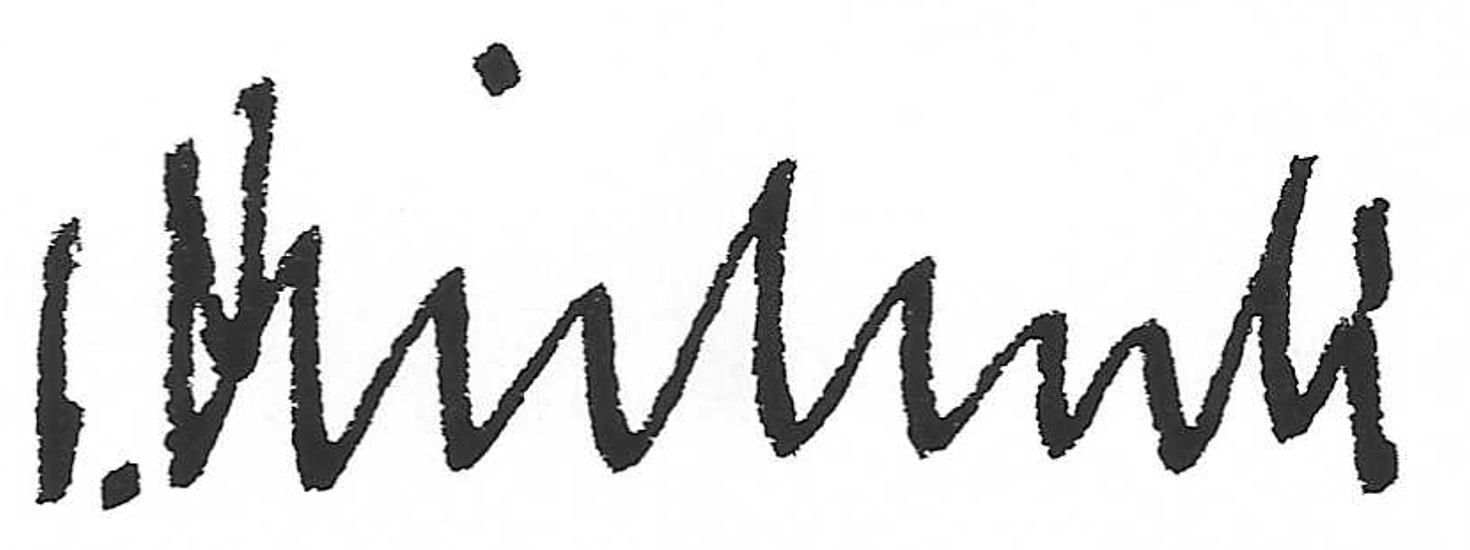
Unterschrift von Jupp Kuckartz

In seinem späten Schaffenszyklus setzte er Akzente in der Bearbeitung von Antikglas im Zusammenspiel mit Blei und Prismen für Wandmosaike für Kirchen und Schulen. Der Spagat zwischen klassischen und teils auf seinem tiefen Glauben wurzelnden künstlerischen Werken auf der einen Seite und modernen, weltlichen und funktionellen Designs auf der anderen Seite begleiteten sein Schaffen über Jahrzehnte.
Kuckartz setzte im Nachkriegsdeutschland Akzente für den grenzübergreifenden Austausch und die Zusammenarbeit zwischen deutschen, belgischen, niederländischen und luxemburgischen Künstlern. Auch in der grenzüberschreitenden Förderung der Kunst und Kultur war er engagiert. 1953 gründete er unter anderem mit Karl Fred Dahmen, Karl Otto Götz, Herbert Kaufmann, Peter Lacroix, Fritz Martin, Hanns Pastor, Ludwig Schaffrath und Hubert Werden den „Aachener Künstlerbund“, dessen Vorsitz er bis 1958 innehatte.
Zudem gründete er 1965 zusammen mit Hanns Pastor, Peter Lacroix und Fritz Martin die „Gruppe 65“, die im Suermondt-Ludwig-Museum in mehreren Jahresausstellungen deutschlandweit wahrgenommene künstlerische Akzente setzte. Er war Gründungspräsident und viele Jahre Geschäftsführer der von ihm gemeinsam mit Hanns Altmeier im Jahr 1957 gegründeten „Europäischen Vereinigung Bildender Künstler aus Eifel und Ardennen“ (EVBK), einer Arbeitsgemeinschaft bildender Künstler aus Belgien, Deutschland, Frankreich und Luxemburg mit Sitz in Prüm. Der Verein kommt bis heute jährlich im Rahmen von Ausstellungen und der Kaiser-Lothar-Preisverleihung zusammen. Die Idee, in Prüm am Grabe Lothars II., der als großer Kunstfreund galt, einen Preis für bildende Künstler zu stiften und zu verleihen, beruht auf der Idee von Kuckartz.
Immer wieder setzte Kuckartz Akzente in der Verknüpfung zwischen seinem künstlerischen Wirken und gesellschaftlichem Engagement insbesondere für Aachen und Burtscheid. So unterstützte er während seiner gesamten Schaffensdauer bis zum Tod immer wieder Projekte durch die Einbringung künstlerischer Werke, wobei ein Fokus kirchlichen und bauhistorischen Projekten lag. Exemplarisch genannt sind:
- Plakat „Aachen ruft“ für die Aachener Heiligtumsfahrt 1951[2], welches ihm später auch auf internationaler Ebene hohe Anerkennung einbrachte[3], sowie für die Aachener Heiligtumsfahrt 1958[4] bzw. 1965[5]
- durch Kuckartz gestaltetes Glasmosaik im Aachener Dom
- Nachbildung der 1983 gestohlenen Reliquie „Gnadenbild“ in der Aachen-Burtscheider Marienkapelle
- zwei große Wandmosaike, die in der Städtischen Realschule Patternhof in Eschweiler,[6] wo er auch als Kunsterzieher wirkte, und der Realschule Alsdorf durch ihn realisiert wurden
- Kirchenfenster für das mittlerweile abgerissene Gregoriushaus in Aachen, der Katholischen Hochschule für Kirchenmusik[7].

Auch seine Lithografie des Aachener Rathauses, deren Verkaufserlöse der handsignierten durchnummerierten Originalauflage für den Wiederherstellung und Erhaltung des Baus genutzt wurden, gehört dazu. Das Werk gehört neben den Plakaten zur Heiligtumsfahrt zu seinen in der breiten Öffentlichkeit bekanntesten Kunstwerken; die Lithografie gehört zu den am meisten reproduzierten Kunstwerken historischer Aachener Bauwerke.
1983 stiftete Kuckartz der Städtischen Kunstsammlung in Eschweiler einen Teil seiner Arbeiten. Ein Jahr später stiftete er die Neufassung des Gesamtwerks Kreuzweg und Dornenkrone der Neuen Benediktinerabtei Kornelimünster. Dort hatte er seit der Gründung des „Freundeskreises geistliche Musik“ im Jahr 1978 den 1. Vorsitz inne und spielte selber regelmäßig die Orgel. In diesem Zusammenhang entstand auch die Schallplatte „Kreuz und Dornenkrone – Symbolischer Kreuzweg von Jupp Kuckartz“ mit Orgelimprovisationen aus der Benediktinerabtei Kornelimünster von Heinz Görges, dessen Artwork Kuckartz übernahm.
Jupp Kuckartz starb am 5. Januar 1985 im Marienhospital in Aachen-Burtscheid. Er wurde auf dem Heißbergfriedhof bestattet.

## Werk
In seiner frühen Schaffenszeit schuf Kuckartz zunächst Zeichnungen, Lithographien und Linolschnitte. Dennoch begann er früh im Spannungsfeld zwischen angewandtem Graphikdesign und Kunst mit verschiedenen Drucktechniken und Kompositionen zu experimentieren und gewohnte Muster zu verlassen. Insbesondere der Kontrast zwischen seinen opulenten und farbintensiven Grafiken für werbliche und inhaltliche Kommunikation auf der einen Seite und auf der anderen Seite seinen sehr reduzierten schwarzweißen Werken, die „mit geringen Aufwand an Formen und Farben, einigen wahrhaft gezählten Licht- und Schattenfeldern, wenigen Farbnuancen so etwas wie eine neue Raumerfahrung [ausdrückt]“ begleiteten sein künstlerisches Schaffen bis zum Lebensende. Motive dieser Arbeiten beziehen sich auf Aachen, Burtscheid und die Eifel. Von dieser Periode an ging er systematisch den Möglichkeiten der Druckgraphik nach, unter Anwendung moderner Techniken. So entwickelte er ein Metalldruckverfahren.
„In seinen Bildern wird eine zwar nur bedingt gegenständlich faßbare, aber trotzdem erlebbare Welt sichtbar gemacht. Eine Welt, in der noch Ja gesagt ist zum Dasein und zur Schönheit des Lebens. So weisen seine Bilder weit über das nur Formale und das nur Ästhetische hinaus und geben Zeugnis vom ungebrochenen Lebensgefühl des Künstlers.“

## Nachlass
Kuckartz stiftete 1983 einen Teil seiner Arbeiten der Städtischen Kunstsammlung in Eschweiler.

## Rezeption
Der Maler und Kunstpädagoge Hanns Altmeier nennt Kuckartz in einer Retrospektive seiner Werke, darunter insbesondere seine Eifler Werke, einen „Graphiker/Zeichner von hoher Qualität und feinster Sensibilität“:
„Gerne erinnert man sich an seine fein körnigen Eifellandschaften der fünfziger Jahre, an das großartige Interieur der Prümer Basilika. In diesen Blättern offenbart sich schon die große zeichnerische Begabung.“

## Ausstellungen (Auswahl)
Werke von Jupp Kuckartz wurden seit 1933 in zahlreichen Gruppenausstellungen in Deutschland mit dem Schwerpunkt Großraum Eifel gezeigt. Von 1957 bis 1982 war er in zahlreichen Ausstellungen in der Euregio Maas-Rhein im Zusammenhang mit dem Engagement für den Verein „Europäischen Vereinigung Bildender Künstler aus Eifel und Ardennen“ (EVBK) vertreten.
- 1933: Suermondt-Museum, Aachen
- 1939: Einzelausstellung im Neuen Kurhaus, Aachen
- 1941: Museum am Wall, Güstrow
- 1942: Museum an der Hafenstraße, Stettin
- 1947: Neue Bücherstube, Köln
- 1947/1948: 1. und 2. Große Rhein-Ruhr-Ausstellung, Arensberg
- 1948: Suermondt-Museum, Aachen („Ein Kreuzweg“)
- 1950: Suermondt-Museum, Aachen
- 1953: Ausstellungen im Valkenburg, Maastricht und Verviers
- 1960: „Deutsche Künstler sehen Europa“, Berlin
- 1961/62: „Winterausstellung“, Düsseldorf
- 1965: Ausstellungen in Aachen und Bonn
- 1968: „Die Eifel im Landschaftsbild“, Schleiden
- 1976: Ausstellung in Eschweiler
- 1981: Burg Frankenberg in Aachen
- 1983: Ausstellung in Eschweiler
- 1984: „Römische Skizzen“, Eschweiler
- 1985/86: Gedächtnisausstellung in der Aachener Aula Carolina

## Ehrungen

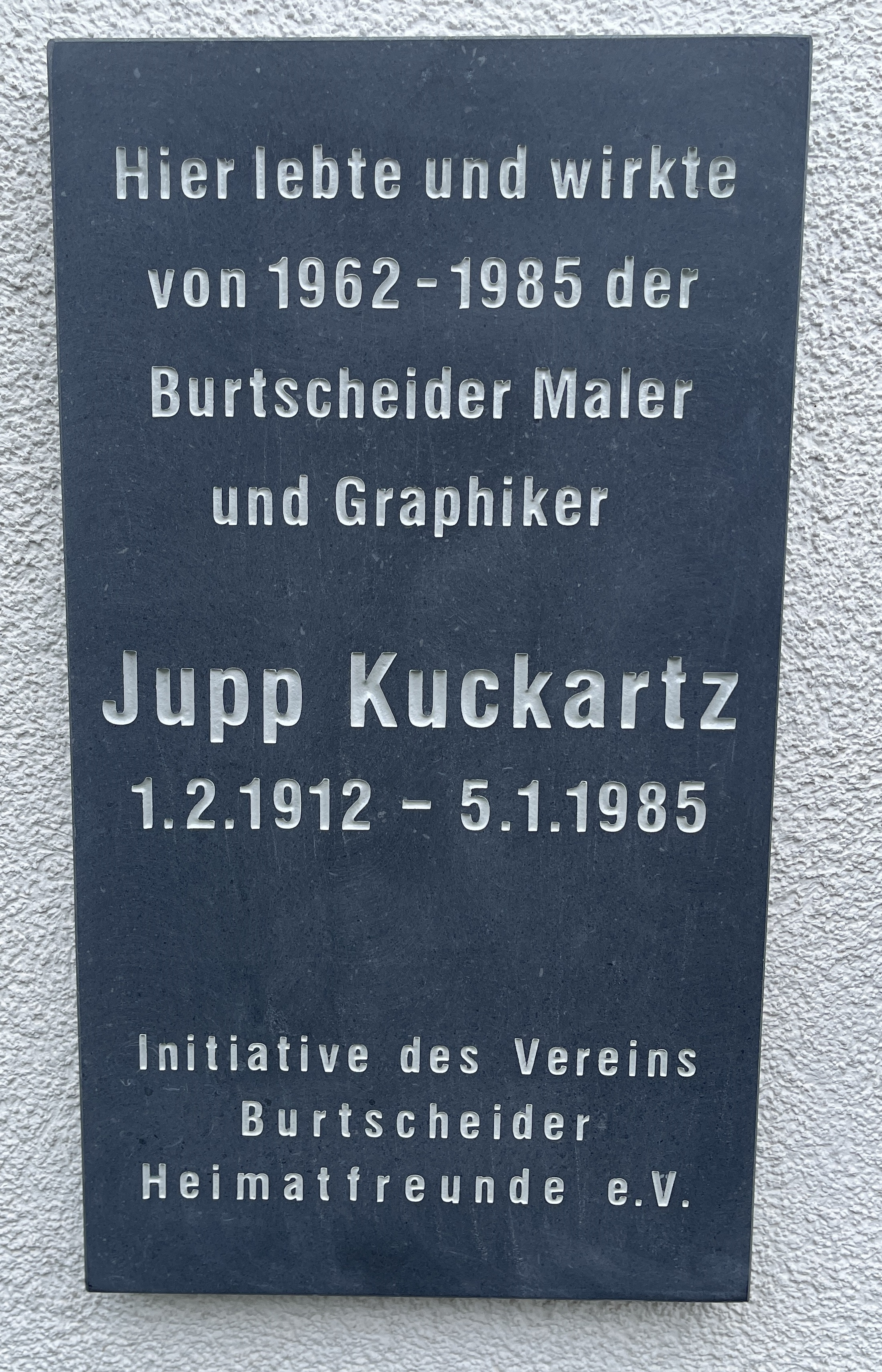
Gedenktafel an seinem Wohnhaus und Atelier

- 1959: Kaiser-Lothar-Preis der Stadt Prüm.[11]
- 2024: Gedenktafel an seinem Wohnhaus und Atelier in der Luise-Hensel-Straße in Aachen-Burtscheid